# Henri Cabanel
Pour les articles homonymes, voir Cabanel.
Henri Cabanel, né le 9 mars 1959 à Béziers, est un homme politique français. Il est sénateur de l'Hérault depuis 2014.

## Biographie
Viticulteur de profession, il est élu conseiller général du canton de Servian en 2003, puis nommé vice-président du conseil général en 2011.
Il quitte cette dernière fonction en 2014 lorsqu'il devient sénateur, disant vouloir se consacrer pleinement à son nouveau mandat, conformément à ses engagements en faveur du non-cumul des mandats.
Au Sénat, il est membre du groupe du Rassemblement démocratique et social européen du Sénat, et siège au sein de la Commission des affaires économiques et de la Délégation aux entreprises.
En 2016, il s'investit dans l'équipe de campagne d'Arnaud Montebourg pour la primaire citoyenne de 2017. Par la suite, il devient membre du parti créé par l'ancien ministre, L'Engagement.

## Liste des fonctions et mandats
- Sénateur de l'Hérault depuis 2014
- Vice-président du conseil général de l'Hérault chargé de l’agriculture, de la pêche, de la conchyliculture, des ports et de la forêt de 2011 à 2014
- Conseiller municipal de Servian de 2008 à 2014
- Conseiller général du canton de Servian de 2003 à 2015